# Bénac (Ariège)
Bénac é uma comuna francesa na região administrativa de Occitânia, no departamento de Ariège.